# Konvooi

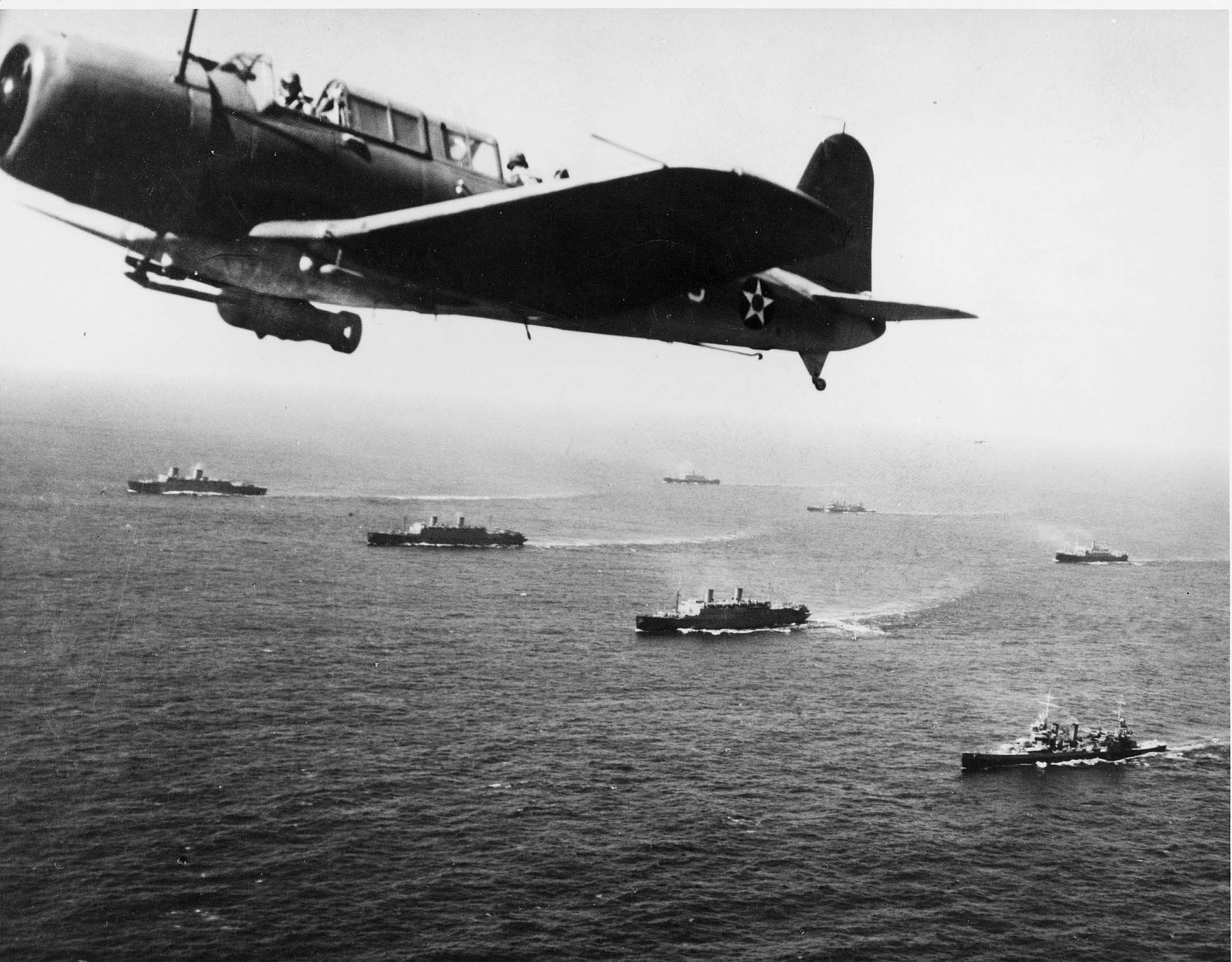
Een scheepskonvooi.

Konvooi is een groep samenreizende voertuigen of schepen. Het begrip komt in verschillende categorieën voor:
- In maritieme termen is een konvooi een grote groep (koopvaardij)schepen die (dicht)bij elkaar varen en worden beschermd door een of meer oorlogs- of marineschepen. Een groep van zeilschepen van verschillende reders die gezamenlijk voeren om elkaar te beschermen noemt men een admiraalschap.
- Boten varen vaak in konvooi zodat ze samen gebruik kunnen maken van een geopende brug. Zo'n konvooi ontstaat vanzelf wanneer een boot voor een brug moet wachten en er intussen meer boten komen. Bij sluizen is een konvooi voordelig als er meerdere boten in de sluisklok passen. zie ook nachtkonvooi.
- In transport- en logistiektermen is een konvooi een groep bij elkaar horende (vracht)wagens die samen rijden voor een transport waarvoor een enkele vrachtwagen niet voldoende is. Dit moet dus niet worden verward met een file van auto's die niet bij elkaar horen. Een konvooi van kamelen of paarden wordt meestal karavaan genoemd.
- In spoorwegtermen is een konvooi een goederenrit vanaf een station langs bedrijven om nieuwe wagens te brengen en  wagens op te halen. Een andere term hiervoor is raccordementstrein. In het Portugees heet elke trein comboio.
- In de duivensport bedoelt men met konvooi alle duiven die aan een vlucht deelnemen.
- Konvooi kan ook verwijzen naar het stripverhaal Konvooi.